# Gold Coast Blue Tongues
Die Gold Coast Blue Tongues sind ein semi-professioneller australischer Eishockeyclub aus Bundall, Gold Coast, Queensland, der 2005 gegründet wurde und in der Australian Ice Hockey League spielt. 
Der komplette Name lautet Bartercard Gold Coast Blue Tongues. Der Sponsor Bartercard wird allerdings nur selten erwähnt.   

## Geschichte
Die Blue Tonges, deren Maskottchen eine Blauzungenskinke ist, die an der Gold Coast häufig vorkommt, wurden 2005 gegründet und im Zuge der Liga-Erweiterung in diesem Jahr mit den Central Coast Rhinos in die Australian Ice Hockey League, die höchste Spielklasse des Landes, aufgenommen. Der damalige Name war Brisbane Blue Tongues, weil die Mannschaft ihre Spiele in Boondall, einem nördlichen Vorort von Brisbane, ausgetragen hatte.
Von 2005 bis 2007 konnten sich die Blue Tongues kontinuierlich vom siebten auf den fünften Platz am Ende der regulären Saison verbessern, verpassten jedoch jeweils die Playoffs um den Goodall Cup. Die Saison 2008 schloss das Team auf dem siebten und damit vorletzten Platz ab. Nach der Saison 2008 zog das Team um in das etwa 80 Kilometer südlich entfernte Bundall an die Gold Coast. Das Management versprach sich von dem Umzug bessere Möglichkeiten bei der Sponsorensuche. Zudem wohnen viele Spieler der Blue Tongues an der Gold Coast.
Für die Blue Tongues laufen immer wieder Eishockeyprofis aus dem Ausland auf. So standen unter anderem der Kanadier Rob Zamuner, der 798 Spiele in der National Hockey League bestritt, sowie der kanadische Eishockeytorwart Tyrone Garner, der unter anderem für die Calgary Flames in der NHL spielte, mehrfach für die Blue Tongues in der AIHL auf dem Eis.

## Bekannte ehemalige Spieler
- Rob Zamuner
- Tyrone Garner

## Stadion
Die Heimspiele der Gold Coast Blues Tongues werden im Iceland Ice Skating Rink in Bundall ausgetragen.  